# Heterosporie
Unter Heterosporie versteht man in der Botanik, im Gegensatz zur Isosporie, das Phänomen, dass die Sporen einer Art unterschiedliche Größen haben und verschieden aussehen. Innerhalb der kleineren Mikrosporen entwickelt sich der männliche Gametophyt und in den größeren Megasporen (Makrosporen) entwickelt sich der weibliche Gametophyt. Die Gametophyten (Prothallien) sind also ebenfalls verschieden groß und entwickeln sich innerhalb der Sporenwand. Dieses Phänomen wird Endosporie genannt.
Die Heterosporie ist ein Merkmal der Moosfarne (Selaginella), der Brachsenkräuter (Isoetales), der Wasserfarne (Salvinia, Azolla, Pilularia und Marsilea) und der Samenpflanzen. Sie entwickelte sich durch natürliche Selektion, die eine Zunahme der Verbreitung im Vergleich zu den kleineren Sporen von isosporen Pflanzen begünstigte.